# Beber

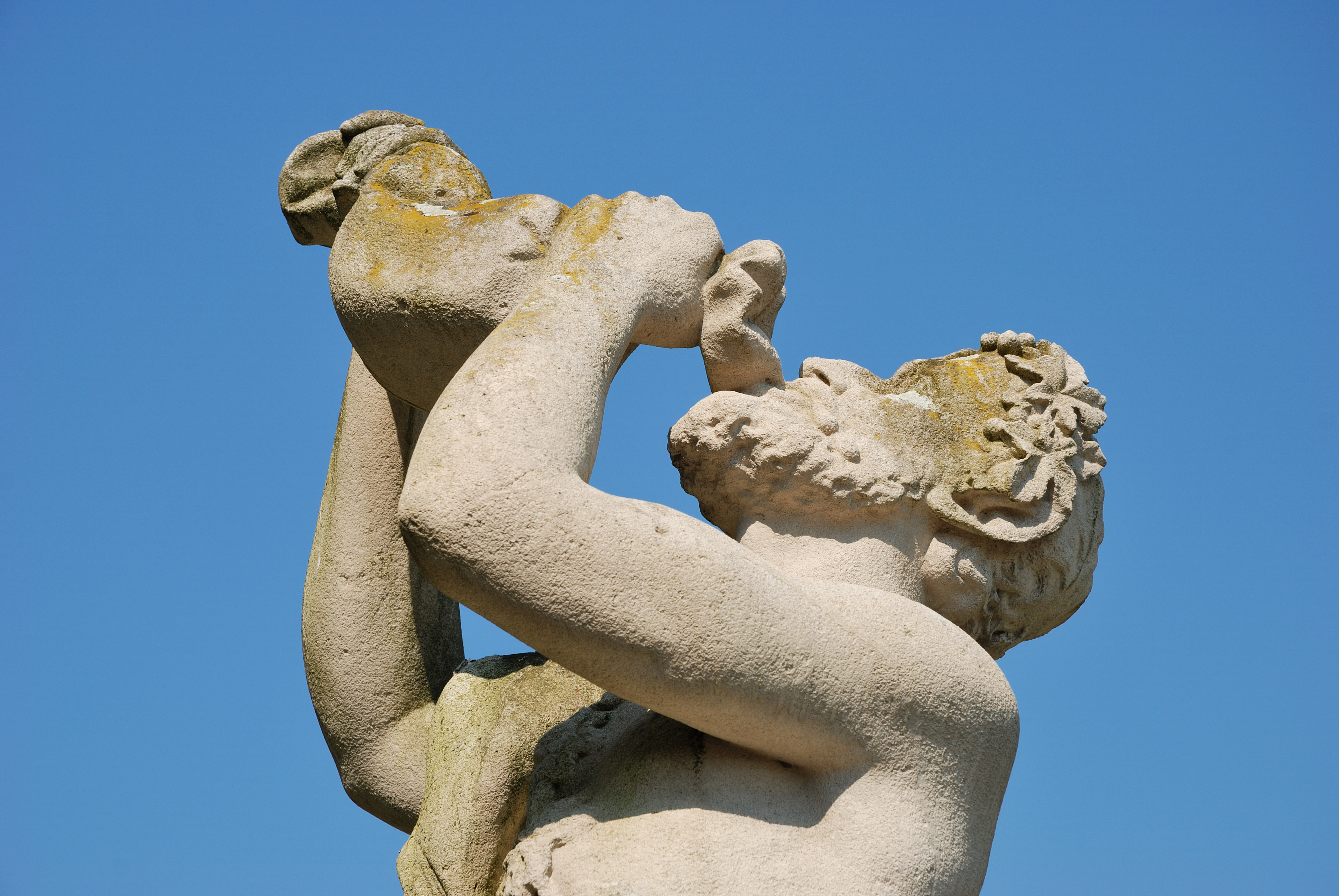
El acto de beber representado en una estatua: la figura emplea un odre de agua tradicional.

Beber es el acto de ingerir agua u otros líquidos a través de la boca, la trompa o cualquier otra parte del cuerpo. Los seres humanos beben al tragar, completado por peristalsis en el esófago. Los procesos fisiológicos de beber varían ampliamente entre otros animales.
La mayoría de los animales beben agua para mantener la hidratación corporal, aunque muchos pueden sobrevivir con el agua que obtienen de sus alimentos. El agua es necesaria para muchos procesos fisiológicos. Tanto la ingesta excesiva como inadecuada de agua están asociadas con problemas de salud.

## Métodos para beber

### En humanos

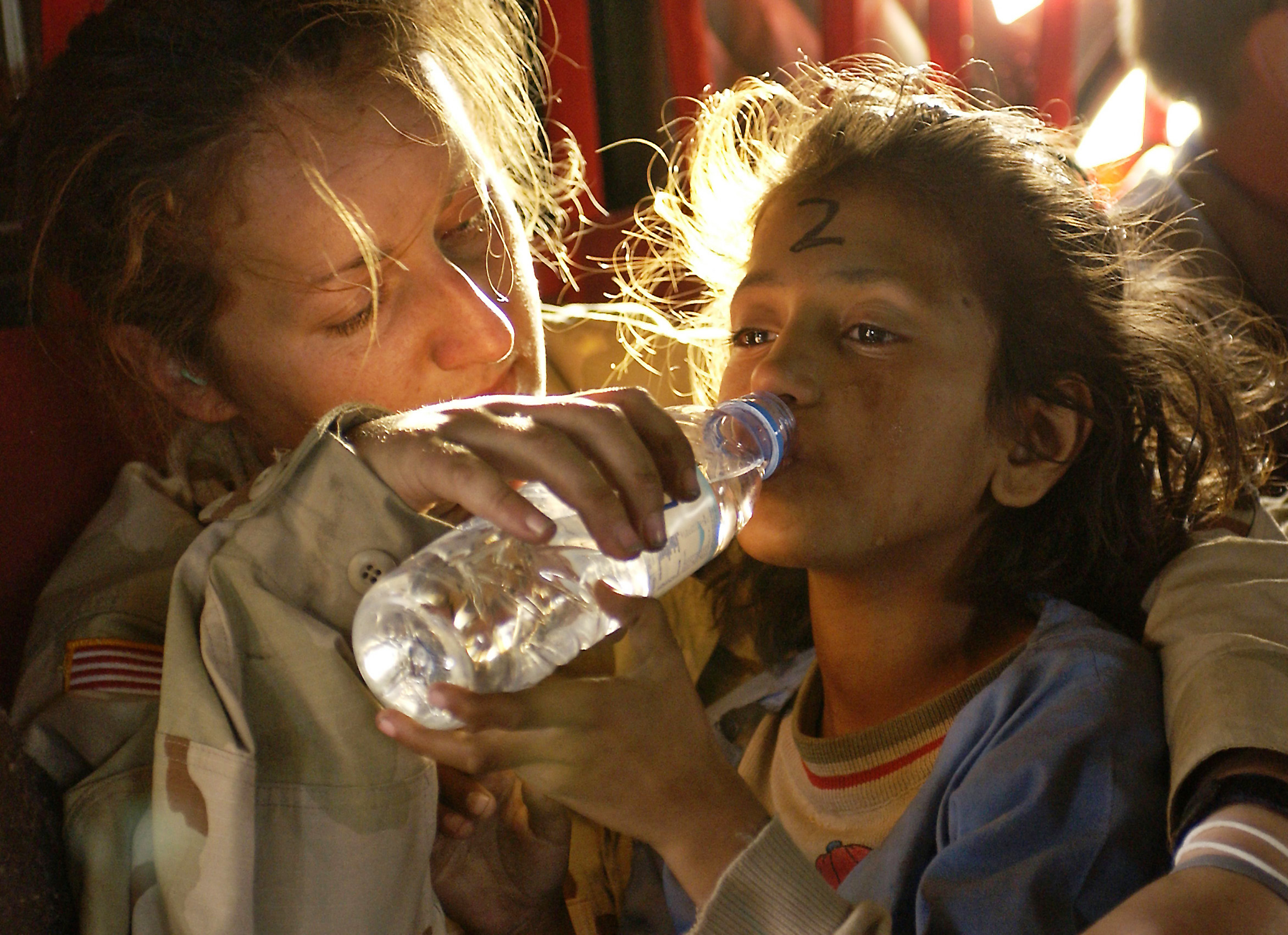
Niña bebiendo agua desde una botella

Cuando un líquido entra en la boca, el proceso de deglución se completa mediante la peristalsis, que lleva el líquido a través del esófago hasta el estómago; gran parte de la actividad es instigada por la gravedad. El líquido puede ser vertido de las manos o mediante objetos para beber como vasos. La bebida también se puede realizar mediante actos de inhalación, generalmente al beber líquidos calientes o beber de una cuchara. Los bebés emplean un método de succión en el que los labios se presionan firmemente alrededor de una fuente, como en la lactancia: una combinación de respiración y movimiento de la lengua crea un vacío que aspira líquido.

### En especies acuáticas
Los anfibios y animales acuáticos que viven en agua dulce no necesitan beber: absorben el agua de manera constante a través de la piel por ósmosis. Los peces de agua salada, sin embargo, beben por la boca mientras nadan y eliminan el exceso de sal a través de las branquias.

### En animales terrestres
Por necesidad, los animales terrestres en cautiverio se acostumbran a beber agua, pero la mayoría de los animales que deambulan libremente se mantienen hidratados a través de los fluidos y la humedad de los alimentos frescos. Cuando las condiciones los impulsan a beber de cuerpos de agua, los métodos y movimientos difieren mucho entre las especies.
Los gatos, los caninos y los rumiantes bajan el cuello y se sumergen en el agua con sus poderosas lenguas. Los gatos y los caninos lamen el agua con la lengua en forma de cuchara. Los caninos lamen el agua metiéndola en la boca con una lengua que ha tomado la forma de un cucharón. Sin embargo, con los gatos, solo la punta de la lengua (que es suave) toca el agua, y luego el gato rápidamente tira de la lengua hacia atrás en su boca, que pronto se cierra; esto da como resultado una columna de líquido que se introduce en la boca del gato, que luego se asegura cerrando la boca. Los rumiantes y la mayoría de los otros herbívoros sumergen parcialmente la punta de la boca para extraer agua mediante una acción de inmersión con la lengua recta. Los gatos beben a un ritmo significativamente más lento que los rumiantes, que enfrentan mayores peligros de depredación natural.
Muchos animales del desierto no beben incluso si hay agua disponible, sino que dependen de comer plantas suculentas. En ambientes fríos y helados, algunos animales como liebres, ardillas arborícolas y borregos cimarrones recurren a consumir nieve y carámbanos. En las sabanas, el método de beber de las jirafas ha sido una fuente de especulación por su aparente desafío a la gravedad; la teoría más reciente contempla que el cuello largo del animal funciona como una bomba de émbolo. Excepcionalmente, los elefantes extraen agua en sus trompas y la arrojan a chorros en la boca.

### En aves
La mayoría de las aves extraen agua mediante las áreas bucales de sus picos, levantando e inclinando la cabeza hacia atrás para beber. Una excepción es la paloma común que puede succionar agua directamente por inhalación.

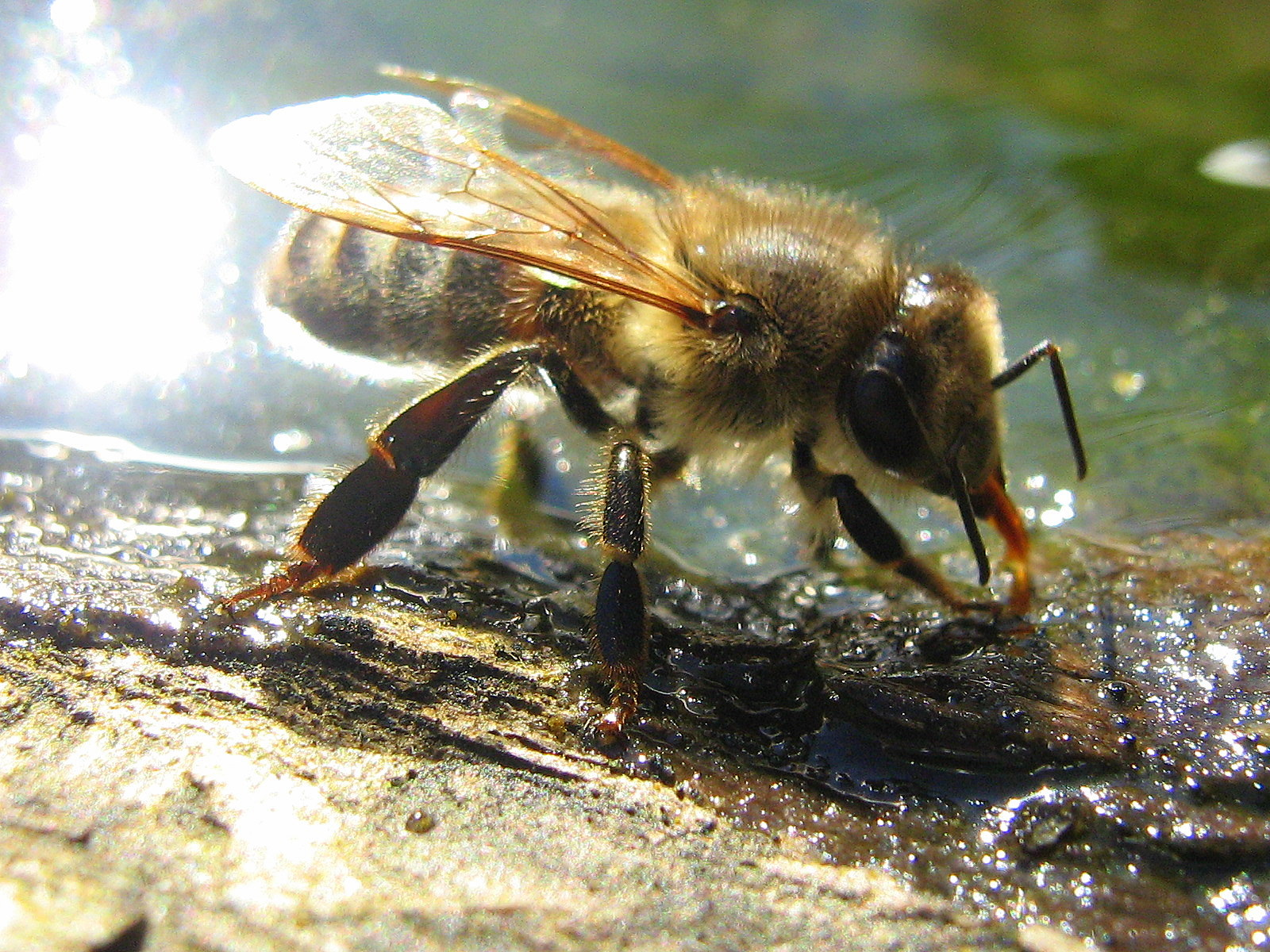
El acto de beber se puede observar en muchas especies de insectos.

### En insectos
La mayoría de los insectos obtienen suficiente agua de sus alimentos: sin embargo, cuando se deshidratan por falta de alimentos húmedos, muchas especies beben del agua estancada. Además, todos los insectos terrestres absorben constantemente una cierta cantidad de humedad del aire a través de sus cutículas. Algunos insectos del desierto han evolucionado para beber sustancialmente de la niebla nocturna.

## Hidratación y deshidratación
Como casi todas las demás formas de vida, los seres humanos necesitan agua para hidratar los tejidos. La falta de hidratación provoca sed, un deseo de beber regulado por el hipotálamo en respuesta a cambios sutiles en los niveles de electrolitos del cuerpo y el volumen sanguíneo. Una disminución en el agua corporal total se llama deshidratación y eventualmente conducirá a la muerte por hipernatremia. Los métodos utilizados en el tratamiento de la deshidratación incluyen mecanismos de asistencia para beber o terapia de rehidratación oral.
Un consumo excesivo de agua puede provocar intoxicación por agua, lo que puede diluir peligrosamente la concentración de sales en el cuerpo. La sobrehidratación a veces ocurre entre los atletas y los trabajadores al aire libre, pero también puede ser un signo de enfermedad o daño al hipotálamo. Un deseo persistente de beber cantidades excesivas de agua es una condición psicológica denominada polidipsia. A menudo se acompaña de poliuria y puede ser un síntoma de diabetes mellitus o diabetes insípida.

### Necesidades humanas de agua

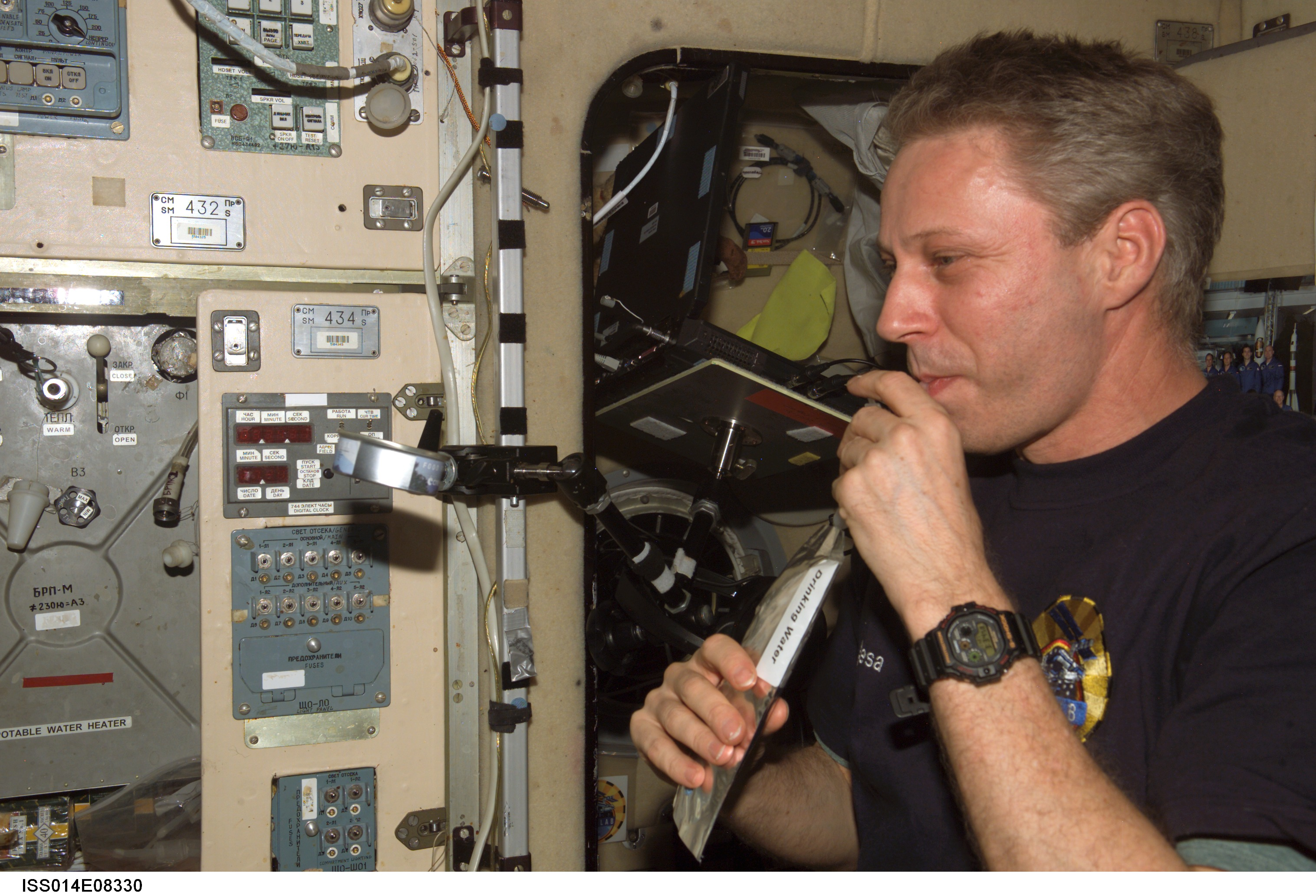
El astronauta Thomas Reiter durante la Expedición 14 bebiendo agua en la Estación Espacial Internacional

Se requiere una ingesta diaria de agua para el funcionamiento fisiológico normal del cuerpo humano. El USDA recomienda una ingesta diaria de agua total: no necesariamente por beber, sino por el consumo de agua contenida en otras bebidas y alimentos. La ingesta recomendada es de 3,7 litros (aproximadamente 1 galón) por día para un hombre adulto y 2,7 litros (aproximadamente 0,75 galones) para una mujer adulta. Otras fuentes, sin embargo, afirman que una alta ingesta de agua potable fresca, separada y distinta de otras fuentes de humedad, es necesaria para una buena salud: ocho porciones por día de ocho onzas líquidas (1.8 litros o 0.5 galones) es la cantidad recomendada. por muchos nutricionistas, aunque no hay evidencia científica que respalde esta recomendación.

## Bebidas alcohólicas
El término "beber" se utiliza a menudo de forma metonímica para el consumo de bebidas alcohólicas. La mayoría de las culturas a lo largo de la historia han incorporado parte de la amplia variedad de "bebidas fuertes" en sus comidas, celebraciones, ceremonias, brindis y otras ocasiones. La evidencia de bebidas fermentadas en la cultura humana se remonta al período Neolítico y la primera evidencia pictórica se puede encontrar en Egipto alrededor del 4000 a. C.
El consumo de alcohol se ha convertido en una variedad de culturas de la bebida bien establecidas por todo el mundo. A pesar de su popularidad, el consumo de alcohol presenta importantes riesgos para la salud. El abuso del alcohol y el alcoholismo son enfermedades comunes en los países desarrollados de todo el mundo. Una alta tasa de consumo también puede provocar cirrosis, gastritis, gota, pancreatitis, hipertensión, diversas formas de cáncer y muchas otras enfermedades.